# 威爾伯恩 (佛羅里達州)
威爾伯恩（英語：Wellborn）是位於美國佛羅里達州薩旺尼縣的一個非建制地區。該地的面積和人口皆未知。

## 地理
威爾伯恩的座標為30°13′52″N 82°49′10″W / 30.23111°N 82.81944°W，而該地的平均海拔高度為58米（即190英尺）。